# ویتنوم، استرالیای غربی
ویتنوم (به انگلیسی: Wittenoom) یک شهرک در استرالیا است که در استرالیای غربی واقع شده‌است.